# Kick-Ass 2
Kick-Ass 2 er en britisk-amerikansk actionkomedie/superheltefilm fra 2013.

## Om filmen
Filmen er skrevet og instrueret af Jeff Wadlow, baseret på Mark Millar og John Romita jr.s tegneserie om superhelten Kick-Ass. Aaron Johnson, Chloë Grace Moretz og Christopher Mintz-Plasse gentager sine hovedroller fra originalen, og Jim Carrey er også med i en central rolle.

## Handling
Dave (Aaron Johnson) og Mindy (Chloë Grace Moretz) vil gerne starte et hold bestående af superhelte, men må skrinlægge planerne da Mindy bliver taget i sit Hit Girl-kostume og er nødt til at lægge det på hylden og leve et normalt teenageliv. Dave står dermed på bar bakke, og bestemmer sig i stedet for at slutte sig til en bande andre normale folk som i lighed med ham selv er blevet inspireret til at bekæmpe kriminalitet med kostumer.
Gruppen kaldes "Justice Forever", og er ledet af den hårde Colonel Stars and Stripes (Jim Carrey). Imens planlægger Kick-Ass' fjende Red Mist (Christopher Mintz-Plasse) - som har døbt sig selv om til Mother Fucker - en hævn som vil påvirke alle Kick-Ass kender og holder af. Men der er én ting Red Mist ikke har regnet med - Dave har alle medlemmerne i Justice Forever bag sig, og de lader ikke sine medlemmer i stikken.

## Medvirkende
- Aaron Johnson i rollen som Dave Lizewski/Kick-Ass
- Chloë Grace Moretz i rollen som Mindy Macready/Hit-Girl
- Christopher Mintz-Plasse i rollen som Chris D'Amico/The Mother Fucker
- Jim Carrey i rollen som Colonel Stars and Stripes
- Donald Faison i rollen som Doctor Gravity
- Lyndsy Fonseca i rollen som Katie Deauxma
- John Leguizamo i rollen som Javier
- Morris Chestnut i rollen som Sergeant Marcus Williams
- Clark Duke i rollen som Marty/Battle Guy
- Lindy Booth i rollen som Night Bitch
- Robert Emms i rollen som Insect Man
- Augustus Prew i rollen som Todd
- Andy Nyman i rollen som The Tumor
- Daniel Kaluuya i rollen som Black Death
- Yancy Butler i rollen som Angie D'Amico
- Ella Purnell i rollen som Dolce
- Olga Kurkulina i rollen som Mother Russia
- Lee Asquith-Coe i rollen som Officer Barnhart